# Landkreis Griesbach im Rottal
Der Landkreis Griesbach im Rottal, amtlich Landkreis Griesbach i.Rottal, gehörte zum bayerischen Regierungsbezirk Niederbayern. Sein ehemaliges Gebiet liegt heute größtenteils im Landkreis Passau.

## Geographie

### Wichtige Orte
Die größten Orte waren die Kreisstadt Griesbach im Rottal (heute Bad Griesbach im Rottal), der Markt Rotthalmünster, die Gemeinde Birnbach (heutzutage Markt Bad Birnbach) und Ruhstorf an der Rott. Das Landratsamt befand sich im Schloss Griesbach.

### Nachbarkreise
Der Landkreis grenzte 1972 im Uhrzeigersinn im Westen beginnend an die Landkreise Pfarrkirchen, Vilshofen und Passau. Im Osten und Süden grenzte er an Oberösterreich, Bezirk Ried im Innkreis.

## Geschichte

### Landgericht
1803 wurde im Verlauf der Verwaltungsneugliederung Bayerns das Landgericht Griesbach im Rottal errichtet. Dieses wurde nach der Gründung des Königreichs Bayern dem Unterdonaukreis zugeschlagen, dessen Hauptstadt Passau war.
1838 wurde der Unterdonaukreis in Kreis Niederbayern umbenannt, aus dem der gleichnamige Regierungsbezirk hervorging. Die Kreishauptstadt wurde nach Landshut verlegt. Das Landgericht Griesbach im Rottal musste im Zuge dieser Verwaltungsreform etliche Gemeinden an das neu eingerichtete Landgericht Rotthalmünster abtreten.

### Bezirksamt
Das Bezirksamt Griesbach wurde im Jahr 1862 durch den Zusammenschluss der Landgerichte älterer Ordnung Griesbach im Rottal und Rotthalmünster gebildet.
Am 1. Januar 1914 gab das Bezirksamt Griesbach im Rottal die Gemeinde Asenham an das Bezirksamt Pfarrkirchen ab.

### Landkreis
Am 1. Januar 1939 wurde wie sonst überall im Deutschen Reich die Bezeichnung Landkreis eingeführt. So wurde aus dem Bezirksamt der Landkreis Griesbach im Rottal.
Am 1. Juli 1972 wurde der Landkreis Griesbach im Rottal im Zuge der Gebietsreform in Bayern aufgelöst. Die Gemeinden Bayerbach, Birnbach (heute Bad Birnbach) und Kindlbach wurden dem Landkreis Rottal-Inn zugeschlagen. Alle übrigen Gemeinden kamen mitsamt dem Landkreis Wegscheid, vielen Gemeinden aus dem Landkreis Vilshofen und der Gemeinde Pörndorf aus dem Landkreis Eggenfelden zum Landkreis Passau.

## Einwohnerentwicklung
| Jahr | Einwohner | Quelle |
| ---- | --------- | ------ |
| 1864 | 30.195    | [ 5 ]  |
| 1885 | 33.447    | [ 6 ]  |
| 1900 | 33.143    | [ 7 ]  |
| 1910 | 35.148    | [ 7 ]  |
| 1925 | 34.519    | [ 8 ]  |
| 1939 | 32.252    | [ 9 ]  |
| 1950 | 48.597    | [ 10 ] |
| 1960 | 40.600    | [ 11 ] |
| 1971 | 42.900    | [ 12 ] |

## Gemeinden
Vor dem Beginn der bayerischen Gebietsreform umfasste der Landkreis Griesbach in den 1960er Jahren 36 Gemeinden:

Landkreis Griesbach im Rottal, Gemeindegrenzenkarte von 1961

| - Aigen am Inn, heute zu Bad Füssing - Asbach, heute zu Rotthalmünster - Bayerbach - Birnbach - Egglfing am Inn, heute zu Bad Füssing - Griesbach im Rottal (Markt, seit 1953 Stadt) - Haarbach - Hartkirchen (Markt), heute zu Pocking - Hubreith, heute zu Kößlarn - Hütting, heute zu Ruhstorf an der Rott - Indling, heute zu Pocking - Karpfham, heute zu Bad Griesbach im Rottal - Kindlbach, heute zu Bayerbach - Kirchham - Kößlarn - Kühnham, heute zu Pocking - Malching - Mittich, heute zu Neuhaus am Inn | - Oberschwärzenbach, heute zu Tettenweis - Pattenham, heute zu Rotthalmünster - Pocking (seit 1971 Stadt) - Poigham, heute zu Tettenweis - Reutern, heute zu Bad Griesbach im Rottal - Rotthalmünster (Markt) - Ruhstorf an der Rott - Sachsenham, heute zu Haarbach - Safferstetten, heute zu Bad Füssing - Sankt Salvator, heute zu Bad Griesbach im Rottal - Schmidham, heute zu Ruhstorf an der Rott - Tettenweis - Thanham, heute zu Kößlarn - Untertattenbach, heute zu Bad Birnbach - Uttlau, heute zu Haarbach - Weihmörting, heute zu Rotthalmünster - Weng, heute zu Bad Griesbach im Rottal - Würding, heute zu Bad Füssing |

Die Gemeinde Buchet wurde 1934 nach Weng eingemeindet.

## Kfz-Kennzeichen
Am 1. Juli 1956 wurde dem Landkreis bei der Einführung der bis heute gültigen Kfz-Kennzeichen das Unterscheidungszeichen GRI zugewiesen. Es wurde bis zum 28. April 1973 ausgegeben. In Zusammenhang mit der Kennzeichenliberalisierung ist es seit dem 10. Juli 2013 im Landkreis Rottal-Inn, nicht aber im Landkreis Passau erhältlich.